# 혼조촌 (효고현 아리마군)
혼조촌(本庄村)은 효고현 아리마군에 존재했던 촌이다.

## 역사
- 1889년 4월 1일 - 정촌제 시행에 수반해 아리마군 혼조촌이 성립하였다.
- 1956년 3월 31일 - 아이촌과 합병해 아이노정이 되어 소멸하였다.